# Gymnasium zu St. Katharinen Oppenheim
Das Gymnasium zu St. Katharinen ist ein öffentliches Gymnasium in Oppenheim in Rheinland-Pfalz.

## Geschichte
Das Gymnasium zu St. Katharinen wurde 1561 als Lateinschule durch Kurfürst Friedrich III. von der Pfalz gegründet und ist damit eine der ältesten Schulen im deutschen Sprachraum. Der Förderverein wurde 1956 gegründet und der erste Abiturjahrgang Ende der 1950er Jahre verabschiedet.

## Profil
Das Gymnasium bietet Englisch, Französisch, Latein, Spanisch und Italienisch als Fremdsprachen an und führt Austauschprogramme mit Schulen in den USA, in Polen, Frankreich und dem Vereinigten Königreich durch. Zudem wird für die Klassenstufen 5–8 eine freiwillige Ganztagsbetreuung angeboten.